# Jean-Jacques Germain Pelet-Clozeau
Jean-Jacques Germain Pelet-Clozeau, född den 15 juli 1777 i Toulouse, död den 20 december 1858 i Paris, var en fransk baron och militär.
Pelet-Clozeau deltog med utmärkelse i Napoleon I:s fälttåg och blev 1813 brigadgeneral. Han ägnade sig under bourbonerna i nödtvungen tillbakadragenhet åt krigshistoriska studier. Pelet-Clozeau utnämndes efter julirevolutionen 1830 till generallöjtnant. Han sårades svårt vid Giuseppe Fieschis attentat mot kung Ludvig Filip. Pelet-Clozeau blev 1837 pär av Frankrike, 1852 senator och 1855 medlem av Institutet. Han ledde utförandet av en ny stor topografisk karta över Frankrike. Pelet-Clozeau skrev bland annat de högt ansedda krigshistoriska arbetena Mémoires sur la guerre de 1809 en Allemagne (1824–1826) och Mémoires militaires rélatifs à la succession d'Espagne sous Louis XIV (11 band, 1836–1862). Hans namn är ingraverat på Triumfbågen.